# Dylan Teuns
Dylan Teuns   (Diest, 1 de març de 1992) és un ciclista belga, professional des del 2014. En el seu palmarès destaquen dues victòries d'etapa al Tour de França, el 2019 i 2021, la Volta a Polònia del 2017 i la Fletxa Valona del 2022.

## Palmarès
- 2010
  - 1r a la Omloop Het Nieuwsblad júnior
- 2013
  - Vencedor d'una etapa al Triptyque ardennais
- 2014
  - Vencedor d'una etapa al Tour de Bretanya
  - Vencedor d'una etapa al Giro de la Vall d'Aosta
  - Vencedor d'una etapa al Tour de l'Avenir
- 2017
  - 1r al Tour de Valònia i vencedor de 2 etapes
  - 1r a la Volta a Polònia i vencedor d'una etapa
  - 1r l'Arctic Race of Norway i vencedor de 2 etapes
- 2019
  - Vencedor d'una etapa al Critèrium del Dauphiné
  - Vencedor d'una etapa del Tour de França
- 2020
  - Vencedor d'una etapa a la Volta a Andalusia
- 2021
  - Vencedor d'una etapa al Tour de França
- 2022
  - 1r a la Fletxa Valona
  - Vencedor d'una etapa al Tour de Romandia

### Resultats a la Volta a Espanya
- 2016. 100è de la classificació general
- 2018. 33è de la classificació general
- 2019. 12è de la classificació general

### Resultats al Giro d'Itàlia
- 2017. 75è de la classificació general

### Resultats al Tour de França
- 2019. 44è de la classificació general. Vencedor d'una etapa
- 2021. 17è de la classificació general. Vencedor d'una etapa
- 2022. 19è de la classificació general
- 2023. 35è de la classificació general